# HD 43526
HD 43526，又名BD+07 1216，SAO 113673、HR 2248，是一颗恒星，视星等为6.57，位于銀經202.7，銀緯-4.38，其B1900.0坐标为赤經6h 11m 34.6s，赤緯+7° -4.38′ 15″。